# Bioelektromosság
A bioelektromosság a bioenergetika híve szerint az élő szervezetben termelődő bioenergia egyik megjelenési formája, élőlényen vagy annak egyes részein kimutatható elektromos potenciálkülönbség, illetve áram. Több vonatkozásban hasonlít az élettelen villamosenergiához, néhány vonatkozásban azonban döntően különbözik is attól. Például az utóbbihoz hasonlóan műszerekkel mérhető a feszültsége és az áramerőssége. Lényeges különbség azonban az, hogy a bioelektromosságot csak élő szervezet képes előállítani, s ez egyben az egyik legfontosabb életjelenség. A szervezet halálakor – ellentétben a villamos energiával feltölthető élettelen tárgyakkal – a bioelektromosság az adott szervezetben végleg és visszafordíthatatlanul megszűnik. A tudomány az emberen kívül több olyan élőlényt ismer, amely jelentős mértékű bioelektromosságot képes spontán vagy szándékos módon az áldozatára bocsátani. Ilyen pl. a Földközi-tengerben, valamint az Indiai- és az Atlanti-óceánban élő, s átlag 1,5 m hosszúra megnövő márványos zsibbasztó rája. Ez a támadásakor vagy a menekülésekor akár 1000–1200 V feszültségű áramütést is lead az ellenfelére. Az orvostudomány története számos olyan régi és mai embert tart számon, akit a hétköznapi életben ún. bioenergetikai parafenoménnak szoktak nevezni. A 20. század első felétől az USA-ban és más országokban megrendezett játékos vetélkedők alapján ismert például, hogy az ilyen emberek igen nagy elektromos feszültségű bioelektromosságot tudtak a testükben gerjeszteni. Az angol köznyelvben ezeket a személyeket elektromos embereknek szokták nevezni.